# Zwei dicke Freunde
Zwei dicke Freunde ist eine US-amerikanische Filmkomödie aus dem Jahr 1982.

## Handlung
Richard Babson und Paula McCullen sind nicht nur die besten Freunde und arbeiten gemeinsam als erfolgreiche Drehbuchautoren, sie sind auch noch ein Liebespaar und ziehen bald in ihr erstes gemeinsames Haus in Los Angeles. Selbstverständlich werden sie daraufhin immer wieder gefragt, ob sie nicht bald heiraten wollen. Und Richard ist begeistert von der Idee. Er bittet Paula um ihre Hand, doch diese ist absolut unsicher und zweifelt, ob die Ehe nicht ihre gemeinsame Freundschaft zerstören würde. Allerdings erkennt sie auch, dass Richard die Ehe mit ihr mehr will, als sie sie nicht will, weswegen sie zustimmt. Die Trauung findet ganz diskret, ohne Trauzeugen und Gäste in einer kleinen spanischen Kapelle statt.
Und so geht es ab in die Flitterwochen nach Buffalo, New York zu Paulas Eltern. Zwar verläuft die Zugreise dahin wenig romantisch, aber zumindest nehmen Paulas Eltern Richard herzlich in ihrer Familie auf. Aber schon bald erkennt Richard, dass es in der Ehe zwischen Ellie und Tim kriselt. Sie reden aneinander vorbei, sind scheinbar prüde, da sie es nicht erlauben, dass Paula und Richard nicht in einem Bett schlafen, und reden nicht über ihre Gefühle. Relativ früh beichtet Ellie ihrer Tochter Paula, dass sie sexuell absolut unbefriedigt ist. Tim ist vielmehr an der Haushaltshilfe Mrs. Riley als an seiner Ehefrau interessiert. Nachdem Paula ihn mit heruntergelassenen Hosen erwischt, ist sie entsetzt und zweifelt umso stärker an der Institution der Ehe. Doch ihre Mutter hat ihrem Tim längst verziehen, denn egal, wie schlimm die Probleme auch seien, solange man sich liebt, könne man alles durchstehen.
Anschließend fahren sie nach Virginia, um Richards Eltern zu besuchen. Und die Familie von Richard ist absolut lebhaft. Viel zu lebhaft für Paula. Sie werden herzlich begrüßt. Aber die Freundlichkeit lässt bald nach, als Richard offenbart, dass er insgeheim Paula geheiratet hat. Anstatt sich zu freuen, sind die Eltern enttäuscht und verletzt, da sie nicht früher davon erfuhren und bei der Trauung dabei sein durften. Aber dafür wollen sie nun eine Feier zur Ehe mit all den Freunden und Nachbarn geben, die sie kennen. Und obwohl die Ehe der Babsons lebhaft und liebevoll ist, ist sie auch laut und Paula findet keinen Moment der Ruhe und des Rückzugs für sich. Daher macht sie auch das schlimmste, was sie auf der Feier zu ihren Ehren machte könnte, sie verlässt sie, nachdem sie öffentlich mit Richard eine kleine Szene hatte. Doch statt sich blamiert zu fühlen, hilft Richard ihr, indem er ihr rät etwas Valium zu nehmen. Und sie nimmt viel davon, sehr viel. Als sie am nächsten Tag mit Richards Mutter Ann und seiner Schwester Nellie einkaufen geht, hat sie soviel genommen, dass sie zusammenbricht und ins Krankenhaus eingeliefert werden muss.
Doch damit nicht genug des Stresses, der Produzent Larry Weisman will unbedingt, dass Paula und Richard sich zurück nach Los Angeles begeben, um die letzte Szene des Films umzuschreiben. Bereits kurz nach der Ankunft kommt es zu kleineren Streitigkeiten, die während des Arbeitens am Drehbuch komplett eskalieren. Anstatt die letzten beiden Seiten dem Wünschen des Regisseurs entsprechend zu überarbeiten, machen sie sich gegenseitig Vorwürfe, dass sie niemals hätten heiraten dürfen. Nachdem es zu Handgreiflichkeiten kam, liegen Paula und Richard am Boden und stellen fest, dass eine Ehe wirklich nicht die beste Idee war. Sie lieben sich, raffen sich zusammen und gehen anschließend gemeinsam einem falschen Sonnenuntergang entgegen.

## Hintergrund
Der semi-biographische Film basiert auf den Erfahrungen der beiden Drehbuchautoren Barry Levinson und Valerie Curtin, welche sich allerdings während der Veröffentlichung des Films scheiden ließen.

## Kritik
„Zwei dicke Freunde funktioniert nicht wie eine laute Komödie. Es gibt ein Element eines ursprünglichen originellen Witzes, welcher sich vielversprechend über den Film hält. [...] Der Film zwingt seine Geschichte auf kein starken Schluss hin, sondern konzentriert sich auf die Nebenhandlungen [...]. Reynolds und Hawn ergeben ein reizvolles Paar, wobei überrascht, dass zwei individuell ausgezeichnete Komödiendarsteller so gemütlich miteinander spielen können.“

„Eine temporeiche Dialogkomödie, die kleinbürgerliche Neurosen und komische gesellschaftliche Rituale satirisch beleuchtet, ohne in Klischees und Überzeichnungen zu verfallen. Routiniert inszeniert und gespielt, bietet der Film für Freunde des Genres kurzweilige, charmante Unterhaltung.“

## Auszeichnungen
- Nominierung bei der Oscarverleihung 1983 für den Besten Song
- Nominierung bei den Golden Globe Awards 1982 für Goldie Hawn als /Beste Hauptdarstellerin – Komödie oder Musical

## Veröffentlichung
Der Film startete in den USA am 17. Dezember 1982. Er spielte rund 36 Mio. US-Dollar an den Kinokassen ein. In Deutschland startete der Film am 10. Juni 1983 in den Kinos und später außerdem auf VHS veröffentlicht.